# Bit.Trip Beat
Bit.Trip Beat, comercializado como BIT.TRIP BEAT, es un videojuego de arcade musical desarrollado por Gaijin Games y distribuido por Aksys Games para el servicio de descarga WiiWare de la Wii. Fue lanzado en 2009 en Norteamérica, y en Japón y Europa ese mismo año. Se lanzó posteriormente para Windows y Mac OS X a través del servicio de descarga Steam en 2010, y distribuido por Namco Bandai para iOS en iPod Touch, iPhone y iPad en las versiones Bit.Trip Beat y Bit.Trip Beat HD. Las versiones de Android y Linux debutaron en el Humble Android Bundle 3.
La versión de WiiWare es controlada inclinando el Wii Remote de costado. Los jugadores deben controlar una paleta en el lado izquierdo de la pantalla con la tarea de golpear y reflejar bloques provenientes del lado derecho, de forma similar al juego Pong. Cada golpe exitoso creará un efecto de sonido que contribuye a la música de fondo, la cual está compuesta por un compositor anónimo de Petrified Productions. Posteriormente, se lanzó la banda sonora del juego, incluyendo algunas canciones del micromúsico Bit Shifter, quien compuso la música de la pantalla del título y de los créditos.
Desde su lanzamiento, Bit.Trip Beat ha tenido una recepción generalmente positiva, alcanzando un 80 y 80.15% de Metacritic y GameRankings respectivamente. Wired lo nombró el quinto mejor juego de Wii del 2009, mientras que IGN lo nombró el octavo mejor juego de WiiWare. El elogio más común del juego fue lo que muchas reseñas describen como jugabilidad adictiva, gráficos elegantes y una gran banda sonora. Sin embargo, algunos han criticado su corta duración y alto nivel de dificultad. Ha tenido cinco secuelas, incluyendo a Bit.Trip Core, Bit.Trip Void, Bit.Trip Runner, Bit.Trip Fate y Bit.Trip Flux. Cada juego tiene un estilo de jugabilidad único, excepto Flux por ser una versión de Beat en reverso.

## Jugabilidad
Bit.Trip Beat le encarga a los jugadores controlar una paleta que refleja bloques de distinto color y tamaño, similar a Pong, provenientes de la derecha de la pantalla, dirigiéndose hacia la izquierda. Se controla sosteniendo el Wii Remote de forma horizontal, e inclinándolo hacia y lejos del jugador para mover la paleta arriba y abajo. La jugabilidad toma lugar en tres fases diferentes: Transition, Descent y Growth, cada fase más difícil que la anterior. Antes de cada una, se muestra una cinemática del protagonista Commander Video. Las fases se encuentran divididas en varias partes, y cada una terminará con múltiples bloques arcoíris. Al final de cada fase hay un jefe. Ya sea por un ''game over'' o por terminar una fase, los jugadores tendrán su puntuación final escrutada.
Cuando los bloques sean golpeados con la paleta, se producirá un sonido, contribuyendo a la música de fondo. Cada golpe le otorgará a los jugadores una cantidad fija de puntos. Los bloques también pueden moverse en patrones extraños: algunos podrán rebotar luego de ser golpeados mientras que otros se detendrán por un momento. Si la paleta falla un bloque, se agotará levemente un medidor de la parte inferior de la pantalla; si el medidor se vacía por completo, el fondo cambiará a negro, y los bloques y la paleta se volverán blancos. Si el medidor se vacía nuevamente, el jugador perderá y deberá reiniciar la fase. Para evitar esto, los jugadores deberán llenar el medidor de la parte superior de la pantalla antes de que el medidor inferior vuelva a vaciarse, volviendo a la normalidad. Si el jugador logra llenar el medidor superior nuevamente, habrá una mejora que cambiará la música, los gráficos y los efectos de sonido, y el puntaje otorgado por cada golpe de la paleta será duplicado. A este punto, cada vez que el medidor se llene, el multiplicador del puntaje se incrementará.
Existen bloques especiales que, al ser golpeados, modificarán temporalmente la paleta; algunos la harán más pequeña, pero recompensando al jugador por cumplir con una cierta cantidad de golpes con esta desventaja, o duplicarán la paleta para preparar al jugador para una secuencia de bloques imposibles de golpear con una paleta sola. Si el medidor inferior se vacía en esta pantalla, los jugadores volverán al modo normal. Bit.Trip Beat también dispone de un modo multijugador, permitiendo jugar de dos a cuatro jugadores de forma cooperativa, con todas las paletas trabajando juntas para desviar los bloques. El modo de cuatro jugadores modifica las paletas para volverlas más pequeñas, evitando que el juego se torne demasiado fácil.
El lanzamiento de iOS de Bit.Trip Beat presenta varias características nuevas. Esto incluye tablas de clasificación, niveles descargables basados en otros títulos de la serie Bit.Trip, logros, y la capacidad de utilizar el acelerómetro integrado o la pantalla táctil. Su modo multijugador se puede jugar en línea y localmente. Similar a la versión de iOS, las versiones de Windows y Mac OS X disponen de tablas de clasificación y logros. Esta versión añade un modo fácil y la posibilidad de publicar las puntuaciones más altas a Facebook o Twitter.

## Trama
La primera cinemática de Bit.Trip Beat introduce a Commander Video, el protagonista de la serie Bit.Trip. Se le ve cobrar vida tras absorber algunos píxeles conocidos como beats. El primer nivel, Transition, comienza junto a un gran planeta pulsante azul. Un meteoro emerge del planeta, viajando por el vasto vacío del espacio, y finalmente llegando a otro planeta. El segundo nivel, Descent, comienza en aquel otro planeta. Descent es un viaje hacia las profundidades del mundo llenas de lava, terminando el nivel con la cámara sumergiéndose en la lava.
Todo esto sucede en el fondo mientras el jugador se encuentra rebotando beats con la paleta en un juego rítmico al estilo de Pong. La jugabilidad fluye a la perfección con el ritmo de la música—el jugador depende de la música y ayuda a crearla.
En el tercer nivel, Growth, aparece un cerebro que se forma lentamente. A la mitad del nivel, tras desarrollar un par de ojos, el cerebro comienza a volar y mirar distintos objetos terrestres: casas, árboles, búhos, pirámides, trenes y más. Esto se trata de Commander Video entrando al mundo físico y percibiendo la realidad por primera vez.
Después de los créditos en Beat, Commander Video se encuentra en la oscuridad total. Luego, ve una habitación llena de luz a la distancia con otros Commander Video. Él se acerca a la habitación, abrumado por la luz, y declara: «¡Yo soy solo un hombre!». Así nace Commander Video.

## Desarrollo y lanzamiento
Bit.Trip Beat fue desarrollado por Gaijin Games e inicialmente distribuido por Aksys Games. Fue diseñado por Alex Neuse, el arte fue hecho por Mike Roush, y fue programado por Chris Osborn. Su acuerdo de distribución con Aksys fue creado gracias a la relación personal entre Neuse con su presidente, Akibo Shieh, los cuales deseaban trabajar juntos en un juego. A pesar de la relación amigable con Aksys, el presupuesto y el tiempo de desarrollo fueron menores de lo que esperaban, pero pudieron soportar estas desventajas por la buena relación, y como desafío para terminar el juego con aquellos límites. Por haber consistido de solo tres personas, los desarrolladores debieron hacer más de lo que harían normalmente. Antes de su anuncio, Gaijin lanzó un teaser a través de IGN. Se tituló originalmente 8-Bit Beat, pero se cambió a Bit.Trip Beat. Al principio, los desarrolladores solo pudieron pagar un único kit de desarrollo, por lo que debían interrumpir el trabajo del otro cada vez que quisieran utilizarlo. Una de las primeras ideas para el juego fue darle un estilo de Atari 2600.
Fue propuesto inicialmente como «Pong con música». Aunque haya sido descrito por Roush como «un mal argumento de venta», el entusiasmo de Neuse lo convenció de quedarse a trabajar con él en el juego. Roush prefirió desarrollar Bit.Trip Beat para WiiWare en lugar de los servicios de la competencia, Xbox Live Arcade y PlayStation Network, debido a su experiencia en el desarrollo de un juego previo de Nintendo DS, y por el fanatismo de Nintendo de Neuse. Su tiempo de desarrollo llevó tres meses y medio. Explicó que fue más fácil adaptarse de la DS a la Wii que lo que hubiera sido cambiarse a la plataforma de una compañía completamente distinta. Neuse menciona al videojuego musical Rez como inspiración para Beat, llamándolo uno de sus juegos favoritos de todos los tiempos. Los desarrolladores diseñaron los controles con la intención de volver a la era de los «controles giratorios», tradicionalmente usados en los juegos de pádel. Inicialmente, utilizaron varios tipos de controles distintos, incluyendo la cruceta, la palanca analógica, y apuntar con el Wii Remote a la pantalla. Sin embargo, se decidieron finalmente en sostener el control horizontalmente e inclinarlo. Las peleas de jefe fueron añadidas cerca del final del desarrollo; aunque Neuse no quisiera agregarlas a pesar de su amor por el tropo de los videojuegos, sintió que el juego se beneficiaría de ellas. No obstante, debido al poco tiempo dedicado, le parecieron apresuradas, a pesar de añadir valor al juego. Neuse explica que, queriendo dejar el juego abierto a interpretación, Beat muestra el viaje de Commander Video desde el etéreo a lo corporal, terminando con Commander Video volviéndose consciente de sí mismo y diciendo «Soy solo un hombre».
Cerca del final del desarrollo, el equipo se dio cuenta de que habían olvidado localizar el juego, incluyendo mensajes de error, como aquellos que aparecen cuando los datos de guardado han sido corrompidos. Por lo tanto, como resultado, creen haber disminuido su accesibilidad en otras regiones. Un bug, interpretado como intencional, evitaba que los jugadores pudieran guardar su progreso a menos que alcanzaran una puntuación alta. Esto solo afectaba a la versión norteamericana, ya que las demás versiones fueron lanzadas luego de resolver el problema. El juego no pudo ser actualizado fácilmente a través del servicio WiiWare, lo que llevó a los especuladores de Game Set Watch a idear su propia solución alternativa: colocar dos archivos de guardado que incluyeran puntajes altos de los primeros dos niveles, desbloqueando el tercer nivel.

## Audio
Originalmente, se pretendía que el audio fuese enteramente chiptune; sin embargo, se dieron cuenta de que tendrían que hacer la música más atractiva para un mayor público, por lo que simplemente optaron por un estilo inspirado en chiptune. La música fue encargada al micromúsico Bit Shifter, quien utilizó muestras de Atari 2600 y Nintendo Entertainment System para componer los temas. Gaijin Games lanzó la banda sonora de Bit.Trip Beat, que contiene diez temas. A pesar de haber tenido inicialmente un lanzamiento limitado, se le dio un lanzamiento más abarcativo en servicios como Amazon MP3, iTunes, eMusic, entre otros.

## Promoción y lanzamiento
Fue distribuido por Aksys Games para WiiWare el 16 de marzo de 2009 en Norteamérica y el 1 de mayo de 2009 en las regiones PAL. Fue distribuido por Arc System Works el 28 de abril de 2009 en Japón. Fue lanzado para iOS en Norteamérica el 30 de septiembre de 2010, distribuido por Namco Bandai. El lanzamiento de iOS fue acompañado por una versión HD para la misma plataforma. Aksys también se encargó de su distribución para Microsoft Windows y Mac OS X en Norteamérica a través del servicio de Steam el 2 de noviembre de 2010. Debido a que no tenía dinero para el marketing, se decidieron por lanzar una campaña viral que consistía del teaser de IGN, screenshots, y un sitio web de Commander Video, la cual fue bien recibida. No obstante, de acuerdo a Neuse, la emoción por el juego se apagó mucho antes de su lanzamiento, lo cual siente que hirió al potencial de ventas. A pesar de que los creadores mencionaran lanzamientos para Xbox Live Arcade de la Xbox 360, y para PlayStation Network de la PlayStation 3 como posibilidades en el futuro, también dijeron que sería difícil de lograr.
El artista Mike Terpstra creó dos pósteres para el juego, representando a Commander Video encima de una ciudad. Bit.Trip Beat ha sido destacado en una serie de videos hechos por Nintendo llamada «Voz de los desarrolladores», que mostraba «imágenes dentro del juego y la perspectiva de quienes trabajaron en el título». Tras el lanzamiento de la primera demo de Bit.Trip Beat para WiiWare, el CEO de Gaijin Games, Alex Neuse, declaró que la demo trajo ventas que los ayudó a alcanzar sus proyecciones iniciales, y que los jugadores necesitarían jugarla para poder entender el juego. Una demo fue lanzada para la versión de iOS titulada Bit.Trip Beat Blitz. Durante una rebaja de Steam, Bit.Trip Beat fue vendido en el Indie Pulse Pack por $5,00, que incluía Audiosurf, Beat Hazard, Rythm Zone y The Polynomial. Fue lanzado rebajado por $1,99 para el lanzamiento de iOS. Para Halloween de 2010, Namco Bandai bajó sus precios de Bit.Trip Beat y Bit.Trip Beat HD por $0,99 cada uno en iOS. Las versiones de Windows y Mac OS X de Bit.Trip Beat se vendieron a un 10% rebajado de $9,99 durante la primera semana de su lanzamiento.
El juego fue posteriormente empaquetado con otros cinco juegos de Bit.Trip en Bit.Trip Complete para la Wii en 2011. Un port de Nintendo Switch fue lanzado el 25 de diciembre de 2020.

## Recepción

### Prelanzamiento
Ben Kuchera de Ars Technica señaló al juego como un título de calidad del servicio de WiiWare, el cual dice que ha estado careciendo de títulos de calidad. Aclamó al tráiler como emocionante, anticipando que el juego será un «placer jugar». Mike Fahey de Kotaku comentó que parecía un «bombazo de juego». Steve Butts de IGN comentó que, aunque su combinación de jugabilidad de Pong con la rítmica resultara en ganarse el apodo «Pong Pong Revolution», le pareció difícil no quedar «cautivado, probado y totalmente exhausto» por él.

### Lanzamiento de WiiWare
Desde su lanzamiento para WiiWare, Bit.Trip Beat ha tenido una recepción generalmente positiva, manteniendo puntajes agregados de 80/100 y 80.15% en Metacritic y GameRankings respectivamente. Lark Anderson de GameSpot lo aclamó por su adictividad, su música y sus gráficos. No obstante, ha criticado el número de niveles, la falta de tablas de clasificación, y su premisa confusa. Jonathan Holmes de Destructoid lo llamó uno de sus juegos favoritos de 2009. Mark Bozon de IGN describió la jugabilidad como básica pero divertida. También ha elogiado la calidad de la estética del juego, describiendo la música como «extremadamente bien compuesta y compleja», y a los gráficos por lograr exitosamente un estilo de vieja escuela con sus imágenes. También lo llamó uno de los mejores 15 juegos de WiiWare. Gus Mastrapa de Wired lo nombró su quinto juego favorito de Wii de 2009, llamándolo «una de las mayores sorpresas del año» y «más difícil que el infierno». Fue bien recibido por Simon Bramble de la revista oficial de Nintendo, quien lo describió como una «visión fresca de Pong», y aclamó su valor y su estética. Sin embargo, notó sus pocos niveles, haciéndolo desear más, aunque fueran extensos y únicos.
Edge lo llamó «corto y difícil», pero elogiando a los desarrolladores por el uso del «ritmo y el condicionamiento con un efecto muy poderoso». También notaron que el juego pudo haber mejorado si los tres niveles estuvieran divididos en varios segmentos más pequeños. En la reseña de MTV Multiplayer de una de las secuelas, Bit.Trip Flux, el editor Jason Cipriano notó que fue bueno pero difícil. Simon Parkin de Eurogamer lo describió como una «creación enérgica y radiante» y como una «celebración nostálgica». No obstante, sintió que Gaijin se encontraba «luchando» para encontrar formas de incrementar la dificultad de la tercera fase, citando un tipo de beat único que oscurecía la pantalla hasta cierto punto con su «estilo». Nick Ellis de Ngamer lo llamó una «magnífica reinvención de Pong», y «desvergonzadamente retro». Mientras aclamaban la música y su adictividad, criticaron su alto nivel de dificultad y la fatiga visual que puede llegar a causar.
Lucas M. Thomas de IGN lo nombró el octavo mejor juego de WiiWare, señalando el hecho de que el creador de Pong, Ralph Baer, ha jugado Bit.Trip Beat como evidencia de su calidad. También lo ha comparado con la serie Art Style de Nintendo, llamándolo adictivo y con buen valor, pero breve. IGN también lo ha destacado como parte de su serie «WiiWare Showcase», describiéndolo como un «viaje rápido a un juego musical pegadizo». Los autores Jeff y Steve Fulton mencionan a Bit.Trip Beat como un buen ejemplo de un «juego posretro». También dijeron que no es apropiado llamarlo Pong, ya que, aunque compartan algunas características, son muy diferentes. Ellos señalan que, sin las mejoras visuales y auditivas, logra ser un juego posretro, al ser una idea que pudo haber sido lograda en la Atari 2600, pero, con la premisa rítmica, resultaría imposible en aquel entonces. Bit.Trip Beat fue premiado con el «premio Michael Jackson por mejor música de videojuegos» por PC World, elogiando el uso de los efectos de sonido del juego para mejorar la música. En la primera mitad de 2009, Chad Concelmo de Destructoid llamó a Bit.Trip Beat uno de los mejores juegos del año, al igual que otros cuatro editores de Destructoid.

### Lanzamientos posteriores
La versión de PC también ha tenido una recepción positiva. Gamezebo lo describió como una combinación de Pong y Guitar Hero, comentando que la combinación de la jugabilidad tipo Pong y la jugabilidad rítmica por lo general «funciona hermosamente». Aunque hayan descrito su jugabilidad como «simple pero adictiva», y su estética como «primitiva pero hermosa», han criticado la duración del juego, su alto nivel de dificultad, y su falta de multijugador. También han señalado a la versión de Wii como la mejor. Tim W. de Indie Games ha destacado las versiones de Windows y Mac OS X en la parte «los mejores de los juegos indies» de su sitio web. Su compañero editor de Indie Games, Michael Rose, recomendó comprarlo fuertemente, describiéndolo como una versión «mucho más loca» de Pong. Sin embargo, ha criticado al juego por tener pocos niveles largos que podrían resultar difíciles para las personas con dificultades para concentrarse. El desarrollador de juegos de móvil Zach Cage llamó a Bit.Trip Beat uno de sus juegos favoritos lanzados en los últimos 10 años. Charles Onyett de IGN lo llamó «fluido y creativo», y ridiculizó su alta dificultad. Aclamó al juego por su estética, llamando a la música «pegadiza» y a los gráficos «irresistibles» para los gamers veteranos, pero sintiendo que los gráficos a veces pueden distraer. También ha elogiado a los desarrolladores por la inclusión de tablas de clasificación en línea.
Andrew Hayward de GamesRadar también ha elogiado la premisa del juego, al igual que los controles táctiles de iOS. Lo ha clasificado como uno de los 50 mejores juegos de iPad del 2010. Gamezebo aclamó la versión de iOS por su estética y jugabilidad, y lo criticó por su dificultad, como sucedió con la versión de Steam. No obstante, aunque contara con el modo multijugador faltante en la versión de PC, razón por la cual criticaron esa versión, también han criticado la versión de iOS por su carácter «caótico» y sus problemas de conectividad. Levi Buchanan de IGN dijo que, aunque le resultara estéticamente agradable y divertido, el juego le pareció demasiado difícil. Michael Smith de Adrenaline Vault lo recomendó a los usuarios de iOS, citando la jugabilidad de calidad, los gráficos y la música. Las últimas dos menciona que les gustará incluso a los jugadores que no sean fanáticos de los 8-bit. Si bien suele aconsejar a los lectores a «probar antes de comprar» un juego de iOS de $5, dijo que Bit.Trip Beat es una excepción.
Ben Kuchera de Ars Technica llamó a la versión de iOS «casi perfecta». Ha dicho que su estilo de «juego de ritmo conoce a Pong» funciona bien en la plataforma. Ryan Rigney de GamePro lo destacó como uno de sus juegos de la tienda de apps de la semana del 1 de octubre de 2010. Lo han denominado una combinación del videojuego musical Audiosurf y Pong, alabando a Gaijin Games por mezclar a lo viejo con lo nuevo. Jason Cipriano de UGO Networks lo ha llamado adictivo en su artículo sobre juegos de iOS con logros. John Mix Meyer de Wired lo listó como uno de los «10 juegos rudos más grandes» para iPad, comentando que, aunque sus elementos no parecieran lo suficientemente fuertes para crear un juego individualmente, combinados, son grandiosos. Fue nominado al premio a la excelencia en audio en el Independent Games Festival de 2010, pero perdió contra Amnesia: The Dark Descent. Eric Caoili de Game Set Watch especuló que, si Bit.Trip Beat llegara a ser exitoso en las plataformas iOS, Namco Bandai podría distribuir más juegos de la serie.

## Legado
Bit.Trip Beat fue el primer juego de una serie de seis títulos. Fue seguido por Bit.Trip Core, que utiliza la cruceta para controlar al protagonista, en lugar de los controles de movimiento. El tercer juego en la serie se titula Bit.Trip Void, donde los jugadores controlan una esfera de 8-bit. El cuarto juego, titulado Bit.Trip Runner, es el primer juego en el que los jugadores controlan directamente a Commander Video. El quinto juego se titula Bit.Trip Fate, un shooter lateral sobre rieles que nuevamente permite controlar directamente a Commander Video. El último juego de la serie, Bit.Trip Flux, dispone de mecánicas e ideas similares a Beat, incluyendo el mismo músico invitado y su jugabilidad de estilo Pong. El desarrollador atribuye el regreso de esta mecánica de jugabilidad como Commander Video regresando a su «estado enérgico más sencillo». Sin embargo, fue diseñado para ser más fácil que su predecesor, sin un posible game over.

## Problema de compatibilidad con Android
En los sistemas con Android Marshmallow o mejores, Bit.Trip Beat se congelará cuando se abra. La app de Android no ha sido actualizada desde 2012, y el email de soporte de Android para Bit.Trip Beat ha dejado de responder.